# Weißenborn-Lüderode
Weißenborn-Lüderode était une ancienne commune autonome allemande située dans l'arrondissement d'Eichsfeld en Thuringe. Depuis le 1er décembre 2011 elle fait partie de la nouvelle commune de Sonnenstein dont elle forme désormais un des quartiers.

## Géographie

Situation de Weißenborn-Lüderode dans l'arrondissement

Weißenborn-Lüderode est située dans le nord de l'arrondissement, au sud du massif du Harz. La ville était le siège de la Communauté d'administration d'Eichsfeld-Südharz et se trouve à 20 km au nord de Worbis et à 37 km au nord-est de Heilbad Heiligenstadt, le chef-lieu de l'arrondissement.
La commune était composée des deux villages jumeaux de Weißenborn et Lüderode et du hameau de Gerode.
Communes limitrophes (en commençant par le nord et dans le sens des aiguilles d'une montre) : Bockelnhagen, Stöckey, Steinrode, Am Ohmberg, Holungen, Jützenbach et Zwinge.

## Histoire
La première mention du village de date de 874 sous le nom de Wizzanbruno dans le Fuldaer Summarium, dans la liste des localités de Thuringe devant la dîme aux abbés de Fulda approuvée par le roi Louis II de Germanie. Weißenborn-Lüderode apparaît ensuite en 1157 dans une lettre de l'abbé Eberhard du monastère de Gerode à l'abbé Marcward de Fulda.
Le monastère de Gerode, situé à un kilomètre au sud du village a été fondé au XIe siècle par le comte Widelo. Dès 1125, il dépend de l'archevêché de Mayence. Il existe jusqu'en 1805.
Le village a appartenu à l'Électorat de Mayence jusqu'à la sécularisation de 1803 et à son intégration dans le royaume de Prusse (province de Saxe). Après la Seconde Guerre mondiale, Weißenborn-Lüderode a fait partie de la zone d'occupation soviétique puis de la RDA dans l'arrondissement de Worbis et le district d'Erfurt. En 1990, la commune a rejoint le nouveau land de Thuringe.

## Démographie
Commune de Weißenborn-Lüderode dans ses limites actuelles :
| 1910  | 1933  | 1939  | 1995  | 2000  | 2005  | 2010  |
| ----- | ----- | ----- | ----- | ----- | ----- | ----- |
| 1 879 | 1 664 | 1 544 | 1 538 | 1 546 | 1 521 | 1 399 |